# Fekete patkánysikló
A fekete patkánysikló (Elaphe obsoletus obsoletus) a hüllők (Reptilia) osztályába a pikkelyes hüllők (Squamata) rendjébe és a siklófélék (Colubridae) családjába tartozó faj.
A kereskedelemben több néven szokták említeni, leggyakrabban még amerikai patkánysiklónak nevezik. Ez a csodálatos hüllő a terraristák körében a vörös gabonasikló (Pantherophis guttatus) mellett nagyon gyakori kígyófaj.

## Elterjedése
Észak-Amerikában elterjedési területe Ontario, Mississippi, Kansas, Illinois, Missouri, és egyéb északi, északkeleti, és keleti államok.

## Megjelenése
Testhossza átlagosan 150-170 centiméter, de akár 2 méter is lehet. Alapszíne fekete és fiatalkori színezete eltér a felnőttekétől.

## Életmódja
Füves pusztákon, prérin, félsivatagokban, lombos, és tűlevelű erdőkben fordul elő. A táplálékát kisemlősök és madarak adják. Zsákmányát szorításával öli meg majd egészben nyeli le. Természetes élőhelyén leginkább éjszaka aktív.

## Szaporodása
Tojásrakó, nem ivadékgondozó. A nőstény tavasszal és nyáron akár 2 fészekaljat is lerakhat, amelyek 10-30 db tojásból állnak. Fogságban könnyen tenyészthető, sőt könnyen kereszteződik rokon fajokkal. 25-28 fokon a kelési idő 70-90 nap. A kiskígyók önállóak, rendszerint maguktól elkezdenek táplálkozni. 1 év alatt elérhetik a 80 cm hosszúságot.

## Otthoni tartás
Könnyű terráriumban tartani. Nem harapós kígyó, bár jellemző a fajra, hogy más siklókkal összehasonlítva nehezebben szelídíthető. Néhány egyed még a rendszeres kézbevétel ellenére sem nem lesz teljesen kezes. Terráriumába faágat és vizes tálkát kell tenni, valamint egy búvóhelyet. Szeret a vízben pihenni vagy a fán szunyókálni. 25-28c°fokban érzi jól magát.